# Вы не оставите меня
«Вы не оставите меня…» — российский фильм режиссёра Аллы Суриковой, снятый в 2006 году. Фильм снят по повести «Григорий Евсеевич» Сергея Ашкенази.

## Сюжет
Молодая актриса Вера, жена художника Григория Зарицкого, возвращается домой с курорта. Вскоре на её имя поступает письмо от случайного знакомого, встреченного ею на море. Открытку случайно получает муж. Не устраивая сцен ревности и переживая боль внутри себя, художник решает написать ответ от имени Веры.

## В ролях
- Александр Балуев — Григорий Евсеевич Зарицкий, художник
- Елизавета Боярская — Вера Евгеньевна Никифорова-Зарицкая (Верочка), актриса
- Михаил Боярский — Евгений Андреевич, папа Верочки
- Наталья Селезнёва — Наталья Васильевна, мама Верочки
- Сергей Никоненко — Иванов, режиссёр театра
- Андрей Федорцов — директор театра
- Елена Сафонова — Протасова
- Юрий Кузнецов — актёр «Ленин»
- Сашенька Кузнецова — дочка «Ленина»
- Мария Кузнецова — помощник режиссёра
- Николай Пастухов — старик
- Игорь Скляр — актёр «Гамлет»
- Николай Фоменко — Эммануил Мухин, скрипач
- Галина Бокашевская — Гертруда, прима театра

## Съёмочная группа
- Автор сценария: Алла Сурикова, по повести «Григорий Евсеевич» Сергея Ашкенази
- Режиссёр-постановщик: Алла Сурикова
- Оригинальная музыка: Алексей Шелыгин
- Музыкальная партитура: Дмитрий Смирнов
- Оператор-постановщик: Ломер Ахвледиани
- Художник-постановщик: Леонид Перцев
- Постановщик трюков: Сергей Воробьёв

## Призы и премии
- 2007 — Кинофестиваль «Литература и кино» (Гатчина):
  - Специальный приз жюри «За грустную историю, помогающую нам понять современность через драму прошлого» (Алла Сурикова)